# Génoise
Génoise é um pão de ló francés associado à cozinha francesa. Tem o nome em homenagem à cidade de italiana Génova. Em vez de usar fermento químico, o ar é suspenso na massa durante a mistura para fornecer volume. É um pão de ló feito inteiramente de ovos, ao contrário de outros pães de ló para os quais as gemas e os outros ingredientes são batidos separadamente. 
Os ovos e, às vezes, gemas extras, são batidos com açúcar e aquecidos ao mesmo tempo, usando banho-maria ou no fogo, banhando-os em Zabaglione, para um estágio conhecido pelos pâtissiers como "ribbon stage". Um génoise é geralmente um bolo fino, obtendo a maior parte de sua gordura da gema de ovo, mas algumas receitas também adicionam manteiga derretida antes de assar.

## História
De acordo com uma lenda, a República de Génova, tendo relações comerciais marítimas com outros Estados, incluindo Espanha, França e Portugal, enviou o Marquês Domenico Pallavicini à corte de Madri entre 1747 e 1749. Domenico Pallavicini, em sua partida para Madri, levou com você pessoas de sua corte. Entre os servos que seguiram o Marquês Pallavicini estava um jovem confeiteiro, Giovan Battista Cabona, que servia à família do embaixador há anos. Em uma recepção em Madri, Pallavicini encomendou-lhe um bolo diferente dos habituais. Pelo simples manuseio dos ingredientes, a partir do clássico bolo de Savoy (Savoy Cake), Cabona inventou uma massa batida, extremamente leve; uma vez provado o bolo, tanto foi a maravilha e entusiasmo da corte da Espanha que se concordou em nomear tal maravilha com o nome de genovês. Em Génova, e desde então na Itália, este bolo recebeu o nome de "pan di Spagna" (pão da Espanha), em homenagem ao rei Carlos II e sua corte.
N etanto, a primeira receita aparece na França em um livro de François Massialot en 1692.

## Uso e preparação
Génoise é um bloco de construção comum de muitas pastelerias francesas e é usado para fazer vários tipos diferentes de bolo. A massa geralmente é assada para formar uma folha fina. Um livro de receitas de 1884 dá uma receita simples para um génoise:

Misture rapidamente em uma bacia meio quilo de farinha, meio quilo de açúcar e quatro ovos: depois de cinco minutos de uma boa misturação, adicione um quarto de libra (113,3 gramas) de manteiga derretida. Unte uma assadeira quadrada, espalhe a massa sobre ela e leve ao forno moderado até virar um amarelo dourado.
Quando terminar de assar, é enrolado enquanto ainda está quente (para fazer Rocambole ou Lenha de Natal), ou cortado e empilhado em várias camadas ou então forrado em um molde a ser preenchido com alguma sobremesa congelada. Uma variedade de recheios é usada, como geleia, chocolate, frutas, creme de confeiteiro e chantili. O génoise pode ser cortado em tiras para fazer biscoitos [de] champanhe (ou ladyfingers) ou em moldes para fazer madeleines.
Um génoise de chocolate pode ser feito substituindo a farinha por um pouco de pó de cacau, e às vezes é usado como um substituto para o bolo usado na receita de Sachertorte.

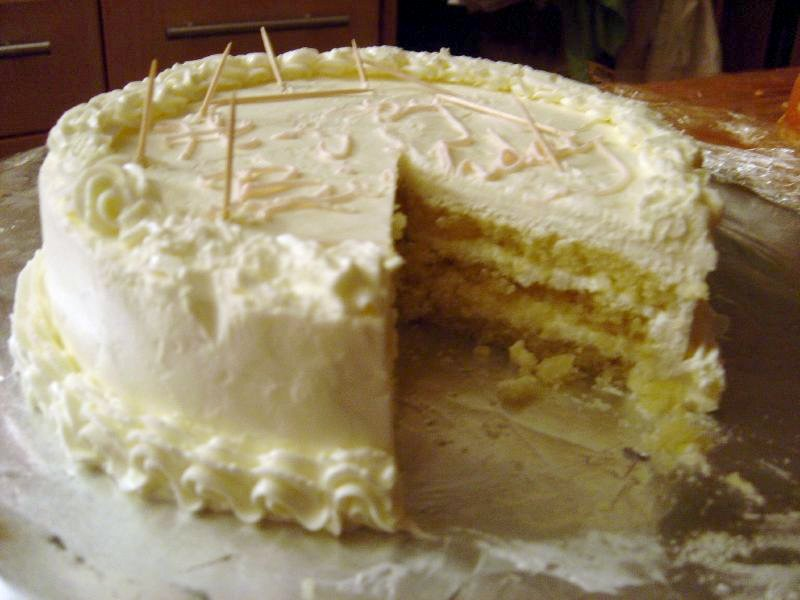
Bolo génoise com cobertura de creme de manteiga (buttercream) congelada
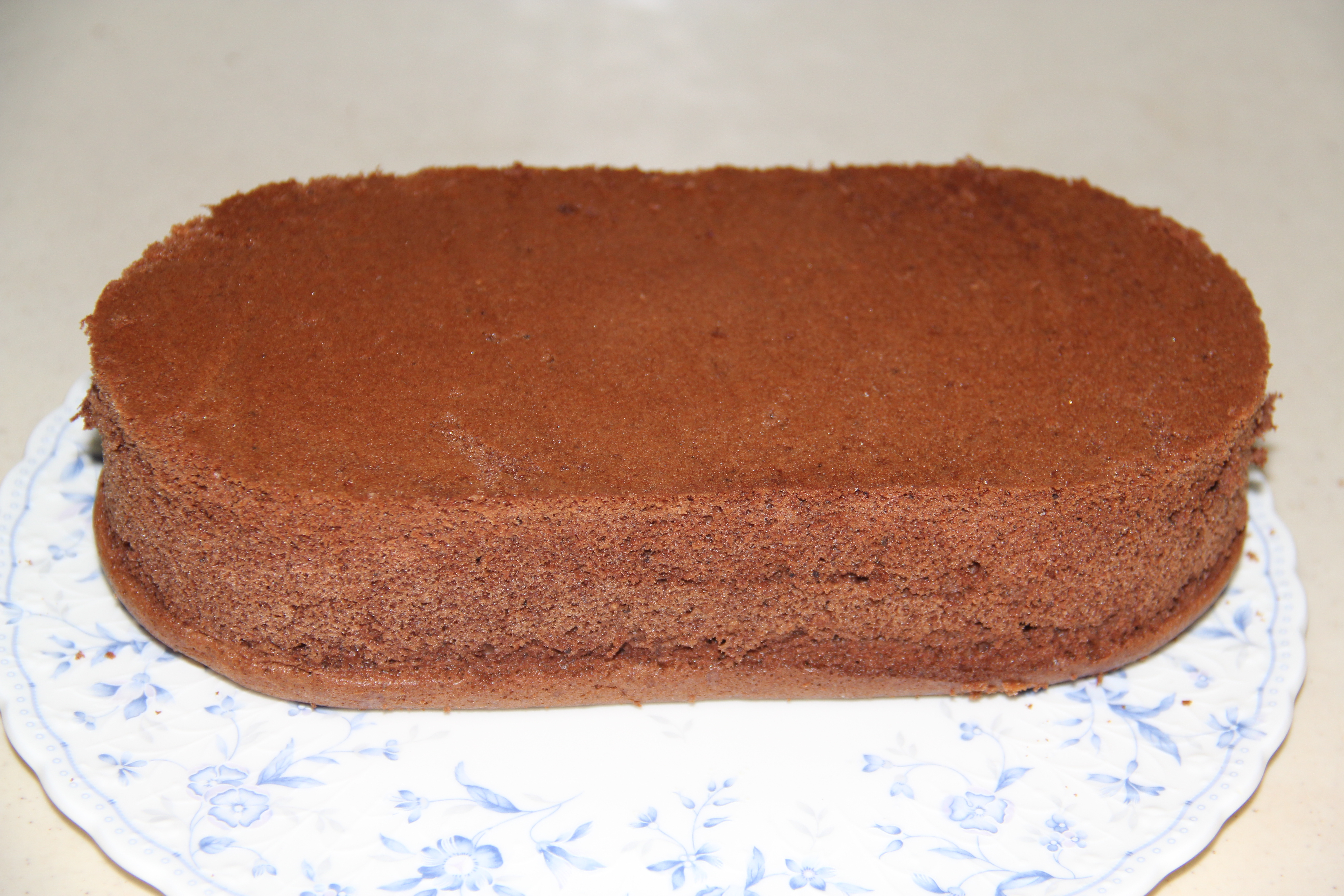
Bolo génoise de chocolate
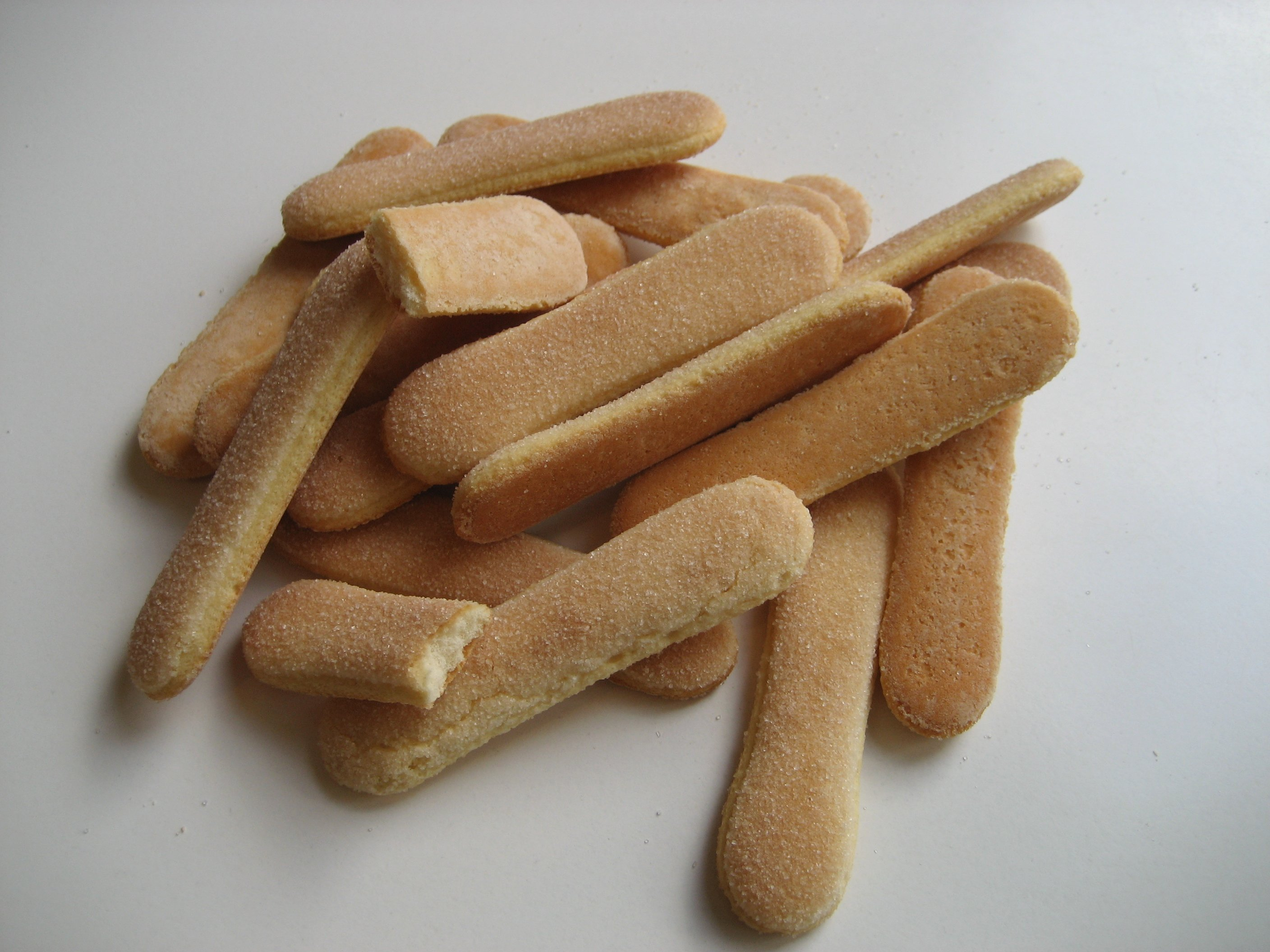
Biscoito champanhe